# Jin Dae-sung
Đây là một tên người Triều Tiên, họ là Jin.
Jin Dae-Sung (tiếng Hàn: 진대성; sinh ngày 19 tháng 9 năm 1989) là một cầu thủ bóng đá Hàn Quốc thi đấu ở vị trí tiền vệ thi đấu cho Sangju Sangmu.

## Sự nghiệp
Anh được lựa chọn bởi Jeju United ở đợt tuyển quân K League 2012.